# سیکا آویاما
سیکا آویاما (انگلیسی: Seika Aoyama؛ زادهٔ ۱ مهٔ ۱۹۹۶) ورزشکار دو و میدانی اهل ژاپن است.